# Евпраксия
Евпракси́я (ст.‑слав. Еѵпраѯίа, Евпраѯίа, Еѵпраксίа) — женское русское личное имя греческого происхождения; происходит от др.-греч. εὐπραξία, εὐπραγία — «благоденствие, счастье, процветание» или «хорошие поступки». Εὐπραξία — один из эпитетов богини Артемиды.
В христианский именослов имя Евпраксия попало после канонизации двух раннехристианских святых: Евпраксии Тавенисской, супруги сенатора Антигона, состоявшего в родстве с римским императором Феодосием Великим; и её дочери Евпраксии Константинопольской, живших в конце IV — начале V века.
Народные и разговорные формы: Апраксея, Апракса, Апраксия, Апраксинья, Апраксения, Опраксея, Опроксинья, Опросинья, Праксея.
Производные формы: Евпракся, Парася, Параша, Параня, Паня, Пана, Прося, Апа.